# 20491 Ericstrege
20491 Ericstrege (1999 OA5) là một tiểu hành tinh vành đai chính được phát hiện ngày 16 tháng 7 năm 1999 bởi Nhóm nghiên cứu tiểu hành tinh gần Trái Đất phòng thí nghiệm Lincoln ở Socorro.